# 洛馬鱷屬
洛馬鱷屬（屬名：Lomasuchus）是中真鱷類佩羅鱷科的一屬，生存於白堊紀晚期的南美洲。
洛馬鱷的化石發現於阿根廷內烏肯省的Bajo de la Carpa組地層。地質年代相當於白堊紀晚期，但無法確定實際年代，可能是康尼亞克階或桑托階。
洛馬鱷的口鼻部狹窄、上下高，這些是佩羅鱷科的特徵。牙齒的側向扁平、帶有鋸齒狀邊緣。洛馬鱷的口鼻部狹窄，前上頜骨、上頜骨之間有凹處，當咬合時，下頜的大型牙齒會與上頜凹陷互相咬合；烏貝拉巴鱷也有這些特徵。洛馬鱷、烏貝拉巴鱷的差異在於數個頭部特徵，例如眼眶形狀。
在2004年的佩羅鱷科種系發生學研究，在佩羅鱷科之內建立洛馬鱷亞科（Lomasuchinae）、馬任加鱷族（Mahajangasuchini）。洛馬鱷亞科的模式屬是洛馬鱷，而馬任加鱷族包含馬任加鱷、烏貝拉巴鱷。馬任加鱷目前被歸類於馬任加鱷科。

## 外部連結
- Lomasuchus （页面存档备份，存于） in the Paleobiology Database